# أمل الدباس
أمل دباس 29 أبريل 1965- ممثلة أردنية، تميّزت بأدوارها المسرحية الإذاعية، الدرامية ودوبلاج المسلسلات الكرتونية.

## حياتها
ولدت في عمان، لعائلة أردنية من مدينة السلط شجعها والداها على دخول الفن وعارض عمومتها.  بدايتها كانت مع كورال أطفال الإذاعة الأردنية، وهي في المرحلة الأساسية، عملت لعدة سنوات في الأعمال الدرامية الإذاعية ثلاثين عملا دراميا إذاعيا تقريبا. بدأت التمثيل عام 1979 لتقدم في المسرح بمشاركة هشام يانس ونبيل صوالحة عرضاً حمل عنوان «نظام عالمي جديد». وتقول في هذا التحول:«اكتشفت أنني قادرة على إضحاك الناس من خلال كوميديا الموقف، وأسعدتني قدرتي على رسم البسمة على وجوه الآخرين»»
جاءت انطلاقتها الفعلية من خلال الرسوم الكرتونيه حيث قامت بدبلجة شخصيات متعددة أبرزها شخصية «سيدريك»فارس الفتى الشجاع، حققت شهرتها من خلال البرنامج التعليمي الشهير المناهل والذي شكل لقائها الأول مع شريكها نجم الكوميديا الشهير هشام يانس، قدمت معه العديد من الأعمال المسرحية كما شاركت في العديد من المسلسلات والبرامج ومهرجانات عدة مهرجانات، منها مهرجان جرش، ومهرجان قرطاج، ومهرجان بغداد ومهرجان قطر، ومهرجان الخليج، 
غابت عن المسرح نحو عشرين شهراً، بعد أن تفكك الثلاثي بانسحاب نبيل ومرض هشام بعد مسيرة خمسة عشر عاماً، لتعود بتجربة جديدة مع زهير النوباني في «شفناكم شوفونا» عام 2009.

### مناصب
- عضو لجنة تحكيم في برنامج نجم الأردن على قناة رؤيا عام 2015.[5]
- رئيسة اللجنة العليا لمهرجان ليالي المسرح الحر الدولي [6]
- عضو لجنة تحكيم لجنة مهرجان الإسكندرية السينمائي لدول البحر المتوسط الدورة 34 عام 2018. [7] ً

### العمل الإنساني واختيارها سفيرة للنوايا الحسنة
عام 2009 بدأت بالعمل الخيري. وكنت مع التحالف الوطني لمكافحة الجوع وتحقيق الأمن الغذائي الذي ترأسه سمو الاميرة بسمة بنت طلال وتشجعت للفكرة وشاركت في «الرالي» ومع ممثلي العديد من دول العالم.
في عام 2010 اختارها برنامج الأمم المتحدة سفيرة للنوايا الحسنة لمكافحة الجوع والفقر، كما عملت مع التحالف الوطني لمكافحة الجوع وتحقيق الأمن الغذائي.

### فصلها من نقابة الفنانين الأردنيين
قررت نقابة الفنانين الأردنيين فصلها من النقابة بعد زيارتها لإسرائيل عام 1995 حيث أعتبرت النقابة الزيارة بأنها تطبيعية، في عام 2015 قبل نقيب الفنانين الأردنيين ساري الأسعد عضويتها مرة أخرى بعد أن تقدمت باعتذار خطي للجنة مقاومة التطبيع النقابية التي قبلت اعتذارها وأبلغت نقابة الفنانين بالاعتذار. علقت أمل على هذه الحادثة قائلة: «هكذا عدو لا يتورع عن قتل النساء والأطفال وهدم المنازل وتشريد اهلنا لهو عدو اثم، وإنني اعتذر عن الزيارة التي قمت بها قبل عشرين عاما الى إسرائيل وما زلت نادمة على قيامي بها، واعترف بانني اتخذت قرارا خاطئا»

## جوائز
- الأردن: الحصول على عضوية الذواقة العالمية للتميز في مجال المسرح 1997 [10]
- الأردن: وسام الاستقلال من الدرجة الأولى من جلالة الملك الحسين بن طلال للتميز في المسرح السياسي 1995.
- الولايات المتحدة: مفتاح كاليفورنيا الفخري للتميز عام 1994 .
- الأردن: جائزة التلفزيون للتميز الفني 1993
- الأردن: جائزة النقاد وجائزة لجنة التحكيم لأفضل ممثلة في المهرجان الأردني الأول عن مسرحية «روزنا وبناتها يبحثن عن أيوب تمثيلا وغناء 1991

## حياتها الخاصة
تزوجت من صخر الفايز ورزقت من بولدين زيد ولينا.[بحاجة لمصدر]

### إصابتها بسرطان الثدي وشفاؤها
عام 2011 نصحها الطبيب بأخذ خزعة وتبين بعد إجراء الفحوصات اللازمة إصابتها بورم سرطاني؛ خضعت لأربع جرعات من العلاج بالكيماوي، وأجريت لها عملية الاستئصال الكلي. 

## أعمالها
- 2023:عيلة طابقين
- 2023: جلطة كبرت العيلة
- 2022: جلطة ضربة حظ
- 2020: جلطة 3
- 2019: جلطة 2 بدور أم فؤاد
- 2019: لو جارت الأيام
- 2018: ثأر غليص
- 2018: جلطة 1
- 2017: ذباح غليص
- 2017: شوق بدور الغزية
- 2017: تل السنديان
- 2016:وعد الغريب
- 2015:حنايا الغيث
- 2014:طوق الأسفلت
- 2013: زين بدور سلوى - والدة زين
- 2003: سي بي إم
- 2003 : نقطة وسطر جديد
- 2003: طاش ما طاش 11
- 2001: نجاتي وحرمه
- 1995: أهلا حكومة برنامج
- 1995: شعراء المعلقات
- 1992: الوعد بدور نوفه
- 1992: الغريب بدور نوره
- 1990: أوراق الدالية بدور عيوش
- 1988: عقاب وشيهانة - سهرة تليفزيونية
- 1988: المحراث والبور
- 1987:أيام البركة
- 1987 :المناهل
- 1986: القرار الصعب
- 1985: عذاب
- 1985: محاكم بلا سجون ج1
- 1984:العلم نور
- 1983: جلوة راكان
- 1982: طرفة بن العبد بدور هند
- 1981: شمس الأغوار
- 1980: سوق الألغاز
- البريء
- هوائيات
- ويبقى الأمل
- رمال لا تموت
- نجمة والأستاذ
- البرئ
- قلوب وأبناء
- مفرق الدروب
- إلا زوجتي
- طرفة بن العبد بدور بدور ظبية
- كيف وأخواتها برنامج
- غرائب الدنيا برنامج
- بين الوديان بدور غزالة
- السدرة
- الفرمان
- بانشو الظريف
- وردة والجبل
- رياح الليل
- شروق سهرة تليفزيونية

### المسرحيات
- 1979 : نظام عالمي جديد
- 1981 : غابة الطفل
- 1995 : أهلا حقوق الإنسان العربي
- مؤتمر قمة عرب
- السلام يا سلام
- التطبيع
- أهلا حكومة
- الحصار الذي صار
- الصدم
- صدام
- أكوي
- السلام ياسلام
- امين ياهوو
- «حلمة طوط طاط طيط»
- يا أنا يا هو
- القهوجي
- رجل في مهمة
- تعليلة سلطية
- 2008 : شفناكم شفتونا

### الأفلام
- 2019 : طعم الطين[12]

### الرسوم المتحركة
- 1993: شارلوك هولمز
- 1988: الفتى النبيل سيدريك
- 1988: لبنى السريعة
- 1986: فارس الفتى الشجاع
- 1986: سالي بدوري لوتي و إيميليا
- 1986: بوليانا بدور بوليانا
- 1986: نساء صغيرات
- 1983: السيدة ملعقة
- 1983: أليس في بلاد العجائب ج1
- 1980: مغامرات بن بن
- 1978: بيرين
- فتى عام 2020
- الدببة الطائرة
- بلفرز

### المسلسلات اللاتينية المدبلجة
- المسلسل البرازيلي "معا إلى الأبد" أداء صوت روزاليا

### في الإذاعة
- 2009 : أبو عقلين

### تقديم البرامج
- 2019 : ليلة أمل
- 2000 : فنجان قهوة
- 1993 : أهلا أخبار

### الأعمال الموسيقية
- المشاركة في الموشحات في فرقة النغم العربي (1982).
- سجلت عدة أشرطة غنائية وأناشيد وطنية للأطفال وزعت في وزارة التربية واعتمدت كجزء من المناهج.
- شاركت في العديد من الحفلات الغنائية الطربية التي تحيي ذكرى مغنيين الطرب مثل أم كلثوم .

## روابط خارجية
- أمل الدباس على موقع قاعدة بيانات الأفلام العربية